# Качанівська сільська рада (Гадяцький район)
Качанівська сільська рада — колишній орган місцевого самоврядування у Гадяцькому районі Полтавської області з центром у селі Качанове.

## Населені пункти
Сільраді були підпорядковані населені пункти:
- c. Качанове
- с. Вирішальне
- с. Степове
- с. Новоселівка
- с. Дачне